# Serge Baudo
Serge Baudo (ur. 16 lipca 1927 w Marsylii) – francuski dyrygent.

## Życiorys
Siostrzeniec Paula Torteliera, jego ojciec uczył gry na oboju w Konserwatorium Paryskim. Uczył się harmonii i kompozycji u Jeana i Noëla Gallona oraz dyrygentury u Louisa Fourestiera. W latach 1959–1962 dyrygował orkiestrą radiową w Nicei, następnie od 1962 do 1965 był dyrygentem Opery Paryskiej. Od 1967 do 1970 roku był pierwszym dyrygentem Orchestre de Paris. W latach 1969–1971 był dyrektorem muzycznym opery w Lyonie, następnie od 1971 do 1987 roku dyrektorem muzycznym Orchestre Philharmonique Rhône-Alpes. Od 1979 do 1989 roku pełnił funkcję dyrektora artystycznego festiwalu im. Hectora Berlioza w Lyonie.
Poprowadził prawykonania m.in. Et exspecto resurrectionem mortuorum Oliviera Messsiaena (Chartres 1965), La Mère coupable Dariusa Milhauda (Genewa 1965) i Koncertu wiolonczelowego Henriego Dutilleux (Aix-en-Provence 1970).